# 二人の約束 (エクリップスの曲)
「二人の約束」（ふたりのやくそく）は、テレビアニメ『バスカッシュ!』に登場するルージュ（戸松遥）、ヴィオレット（早見沙織）、シトロン（中島愛）の3人で構成されるアイドルユニット、エクリップスの3枚目のシングル。2009年8月19日にポニーキャニオンより発売された。

## 概要
表題曲はテレビアニメ『バスカッシュ!』第2期エンディングテーマ。ジャケットはエクリップスの3人のイラストを使用。カップリングの「ホシワタリ」はシトロンのソロ曲で、同アニメ挿入歌。

## 収録曲
1. 二人の約束  [4:57] 
  - 作詞：瀬名恵、作曲:藤末樹、編曲：草野よしひろ
  - 歌：エクリップス
2. ホシワタリ  [4:48] 
  - 作詞：瀬名恵、作曲:藤末樹、編曲：コーニッシュ
  - 歌：Citron starring 中島愛
3. 二人の約束 (off vocal)
4. ホシワタリ (off vocal)